# 캐리비안 베이
캐리비안 베이(영어: Caribbean Bay)는 대한민국 경기도 용인시 처인구 포곡읍 유운리에 있는 대한민국에서 두 번째로 큰 워터파크며, 카리브해를 재현한 워터파크로, 1996년 5월 21일에 개장한 국내 최초의 워터파크다. 캐리비안베이는 에버랜드 리조트에 위치해 있으며, 입장하려면 에버랜드와는 별도의 입장료가 필요하다. 2008년은 새로운 구역 "와일드 리버 구역"을 만들고, 30%까지 확장했다. 캐리비안 베이는 미국 유원시설협회에서 "꼭 가보아야 하는 워터파크"로 선정되었다.

## 이용 방법
- 이용권 구입

현장 매표소에서 구입하거나 홈페이지에서 예매 할 수 있으며 홈페이지에서 예매 할 경우 입장 제한없이 바로 입장 할 수 있다.
- 베이코인 구입

캐리비안 베이 안에서 사용하는 선불 시스템으로 바코드 팔찌 형식으로 되어있다.
- 수영복 착용 및 락커 이용

실내락커와 실외락커 두 종류가 있으며 이용료와 보증금을 내야한다.
- 구명 자켓 대여

야외 파도풀을 이용하려면 반드시 자켓을 대여하여야 하며 대여료를 내야한다.개인이 준비해와도 된다.
- 스파 빌리지 대여

유료 시설로 휴식 장소가 필요하다면 대여해서 사용할 수 있다. 현장대여와 홈페이지 예약도 가능하다.
- 기타 물품 대여

수건이나 비치체어 등을 대여할 수 있다.
수영복은 대여가 불가능 하다
- 부대시설 이용

DIT뷰티존, 릴렉스룸 등의 유료 휴식 공간이 마련되어 있다.
- 샤워

실내락커와 실외락커 모두 샤워장이 있다.
- 베이코인 정산

남은 잔액을 돌려 받는 것이며 1년 내 재방문할 경우 사용할 수 있다 (현금으로 구매시만).

## 시설

### 와일드 리버
와일드 리버는 2008년 여름 개장한 튜브 슬라이드 전문 공간이다. ‘타워부메랑고’ 등의 스릴을 느낄 수 있는 놀이기구 위주로 구성되어있다. 총 7개의 튜브 슬라이드와 1개의 풀을 운영하고 있다. 이 중 와일드 블라스터는 20개의 코스를 자신이 결정해서 탈 수 있는 선택형 놀이기구임이 특징이다.
2011년 6월 11일, 아쿠아루프란 새로운 슬라이드가 들어왔다. 아쿠아루프는 수영복 외의 모든 의류를 탈의해야 이용 가능하다.
2021년 아쿠아루프는 더 이상 상의를 벗지 않고 등에 제트팩이라고 불린 것을 매고 탄다.

### 씨 웨이브
씨 웨이브는 파도풀 전문 공간이다. 2.4m의 파도가 일어나며 백사장으로 구성된 휴식공간 및 공연시설등을 운영하고 있다.

### 베이 슬라이드
베이 슬라이드는 2개의 튜브 슬라이드와 3개의 워터 봅슬레이, 그리고 1개의 복합 튜브 슬라이드(메가스톰)으로 구성되어 있다
2015년 슈퍼어트랙션 슬라이드인 메가스톰이 개장하였다. 몸무게 제한이 엄격해서 3~4명이 합쳐서 200~480kg가 되어야 이용 가능하다.

### 포트리스
포트리스에는 1개의 유수풀과 1개의 풀(어드벤처 풀)을 운영하고 있다.

### 아쿠아틱 센터
아쿠아틱 센터는 실내공간이다. 여러 가지 풀과 슬라이드를 운영하고 있으며, 연중 상시 운영한다.

### 편의 시설
- 베이비 서비스 센터(유료/무료)
- 안내센터
- 도시락 보관 및 피크닉 장소(무료/유료)
- 귀중품 보관함(유료 요금:1,000원)
- 의무실
- 현금 지급기
- 가족 샤워실

## 같이 보기
- 에버랜드 리조트
- 에버랜드
- 삼성물산
- 오션월드

## 기타
- 디즈니 영화 캐리비안의 해적이 개봉된 이후로, 캐리비안이라는 단어 하나 때문에 당 영화 시리즈를 '캐리비안 베이의 해적'으로 알고있는 사람들이 부지기수로 생겨났다.
- 참고로 파도풀안내방송, 입구안내방송, 구명조끼 대여 및 반납 시설의 안내방송이 나오는데, 여민정성우의 목소리이다.